# Stelling van Schoenflies
De stelling van Schoenflies, genoemd naar Arthur Schoenflies, is een stelling uit de meetkundige topologie die een verscherping is van de stelling van Jordan. Ze wordt daarom ook wel de stelling van Jordan-Schoenflies genoemd.
De stelling van Jordan, een fundamentele stelling uit de topologie, stelt dat elke zichzelf niet snijdende continue lus in het vlak - een gesloten Jordan-kromme - het vlak verdeelt in twee gebieden, een "binnengebied" begrensd door de curve en een onbegrensd "buitengebied".
Schoenflies bewees in 1904 dat deze gebieden homeomorf zijn met het binnen- en buitengebied van de eenheidscirkel.
Anders gezegd: voor elke gesloten Jordan-kromme {\displaystyle J\subset \mathbb {R} ^{2}} bestaat er een homeomorfe afbeelding {\displaystyle f:\mathbb {R} ^{2}\to \mathbb {R} ^{2}} zodanig dat {\displaystyle f(J)} de eenheidscirkel is.
De oorspronkelijke formulering van zijn stelling luidt:
Jede einfache geschlossene Curve lässt sich umkehrbar eindeutig und stetig auf den Kreis abbilden.
("elke eenvoudige gesloten kromme kan omkeerbaar eenduidig en continu op de cirkel worden afgebeeld").

## Veralgemening
De stelling is geldig in twee dimensies, maar kan niet zonder meer veralgemeend worden naar hogere dimensies. In drie dimensies is bijvoorbeeld de sfeer van Alexander, ontdekt door James Alexander in 1924, een tegenvoorbeeld: dit lichaam is homeomorf met de driedimensionele sfeer, maar het buitengebied ervan is niet homeomorf met dat van een normale sfeer.
Mits een bijkomende veronderstelling over de inbedding van een hypersfeer kan de stelling wel naar hogere dimensies veralgemeend worden, zoals bewezen werd door Barry Mazur en Morton Brown. De stelling luidt dan:
"Een n-dimensionale hypersfeer die lokaal glad ingebed is in een (n+1)-hypersfeer verdeelt de (n+1)-hypersfeer in twee componenten, die elk homeomorf zijn met een (n+1)-bal."
(Een bal is het gebied dat omsloten wordt door een sfeer, zoals een (open) schijf het gebied is dat omsloten wordt door een cirkel).